# نالاندا
نالاندا (انگلیسی: Nalanda) یک صومعه و نیایشگاه بودایی در استان بهار، هند است.
این صومعه که در سرزمین پادشاهی ماگدها قرار دارد در قرن پنجم میلادی ساخته شده تا قرن سیزدهم مورد استفاده قرار می‌گرفته، نالاندا در سال ۲۰۱۶ به عنوان میراث جهانی یونسکو انتخاب شده است.

## ویران شدن کتابخانه نالاندا توسط بختیار خلجی

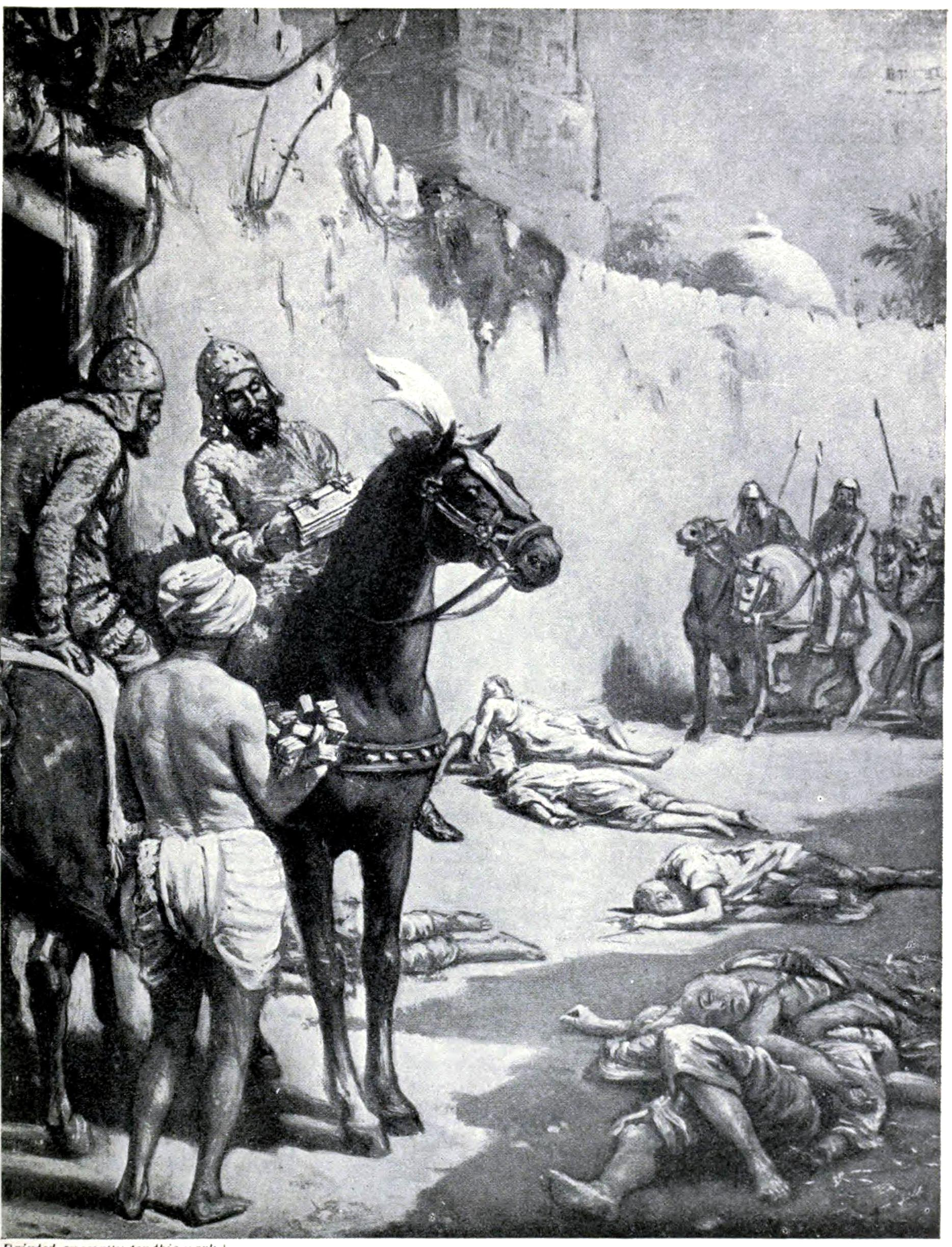
پایان راهبان بودایی، سال ۱۱۹۳ میلادی. از صفحه ۱۶۸ کتاب «داستان ملت‌ها» نوشته هاتچینسون، شامل مصری‌ها، چینی‌ها، هند، ملت بابلی، هیتی‌ها، آشوری‌ها، فنیقی‌ها و کارتاژها، فریگی‌ها، لیدی‌ها و سایر ملت‌های آسیای صغیر

صومعه، کتابخانه و دانشگاه باستانی نالاندا، در تهاجم بختیار خلجی، شخصی از تبار خلج که از پشتون‌ها و پیرو دین اسلام بود، ویران شد و کتب و نگاشته‌ها و متون در آن، به‌طور کامل توسط بختیار خلجی به آتش کشیده شده و نابود گردید. گفته شده آتش کتابخانهٔ دانشگاه نالاندا تا سه ماه شعله‌ور بوده است.

## نگارخانه

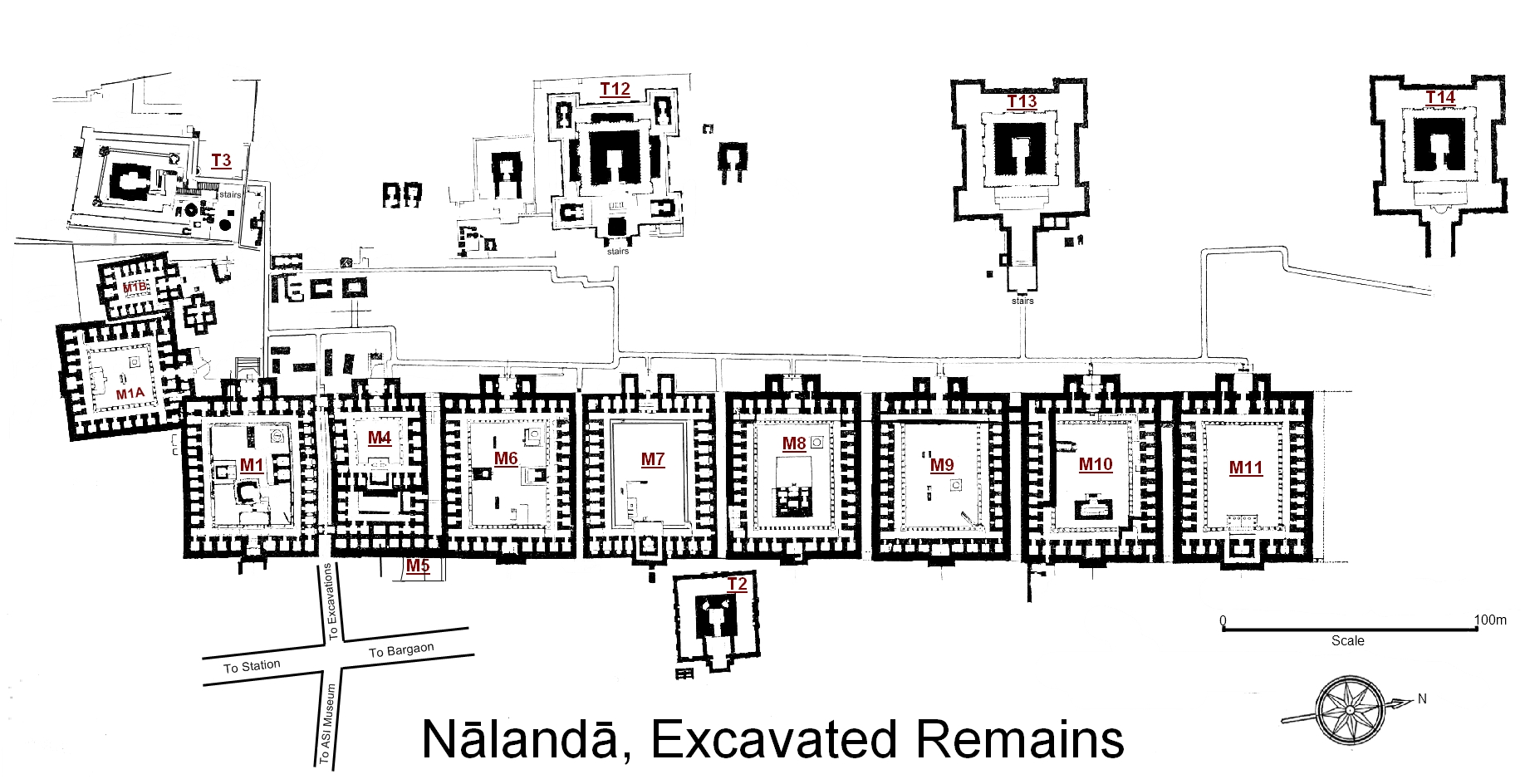
A map of the excavated remains of Nalanda.

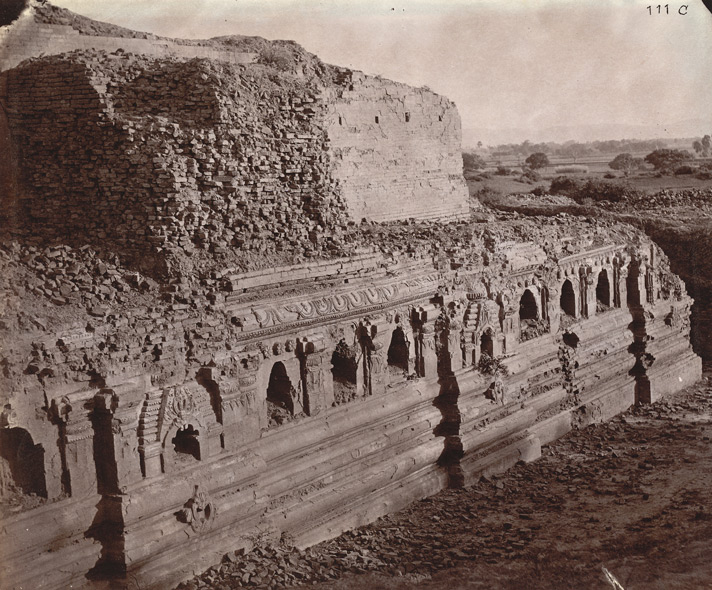
۱۸۷۲
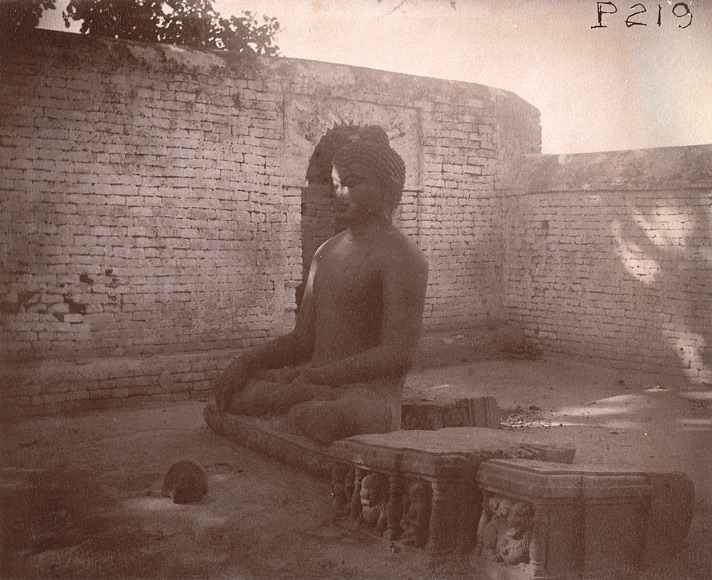
۱۸۹۵
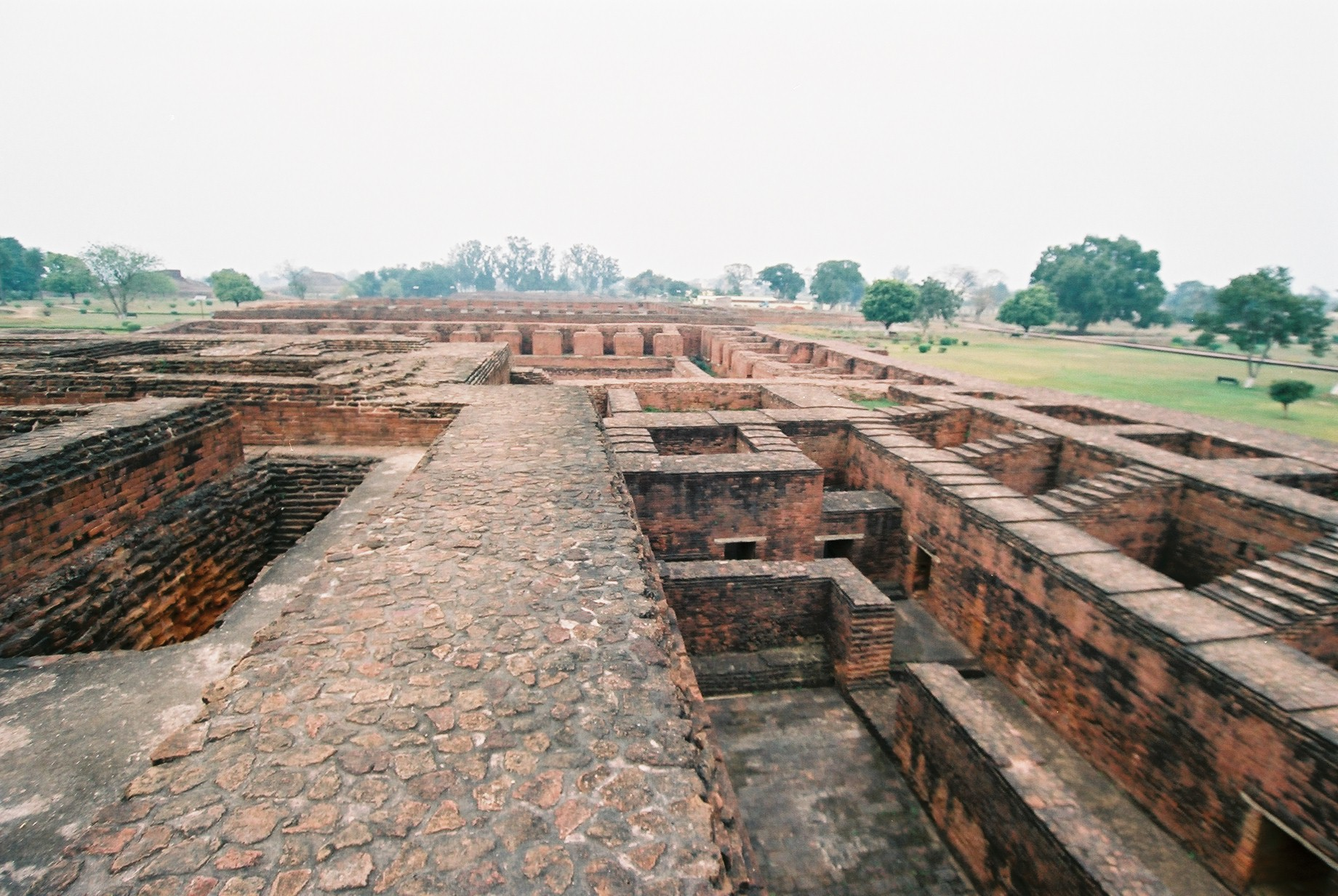
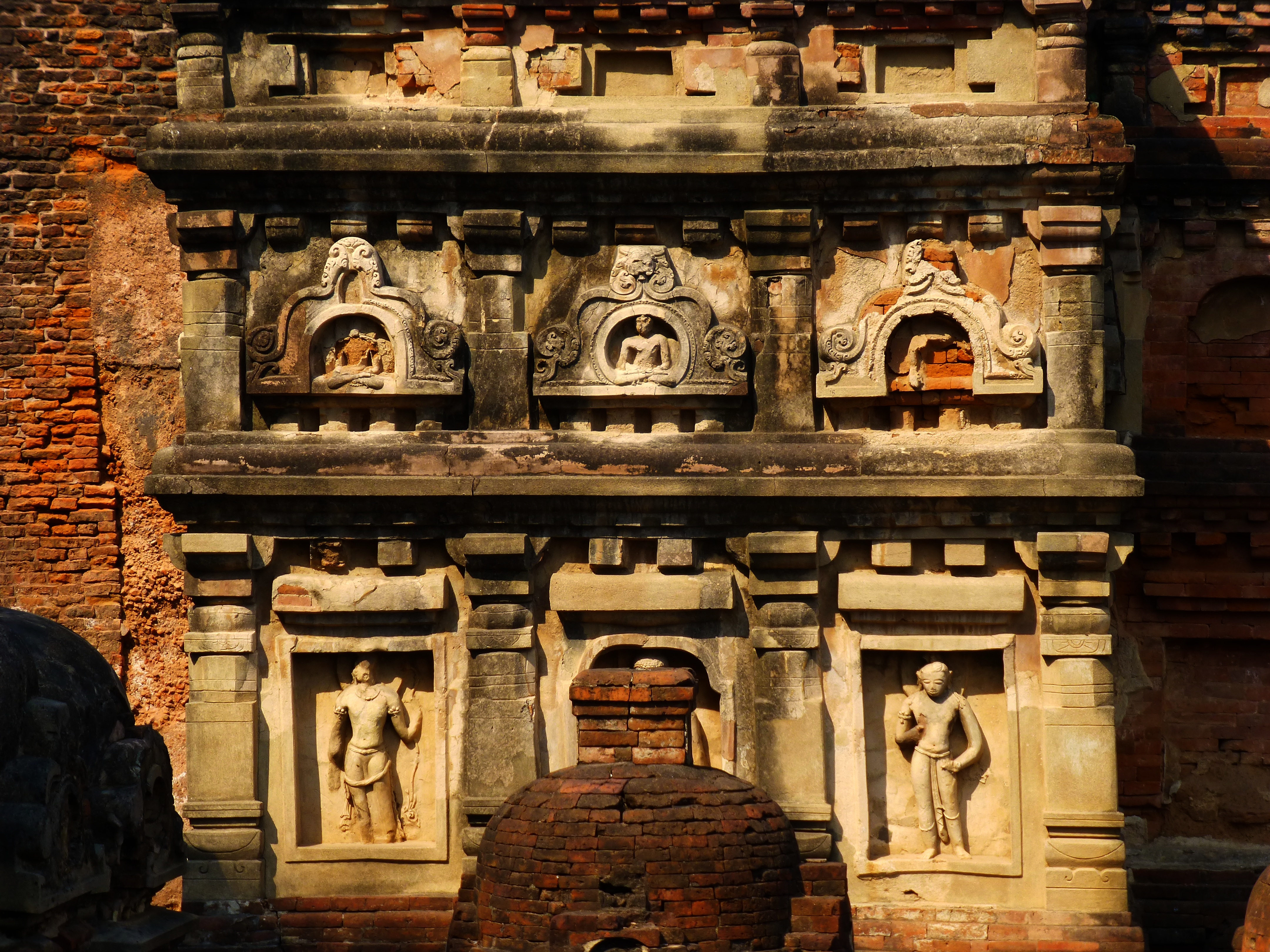
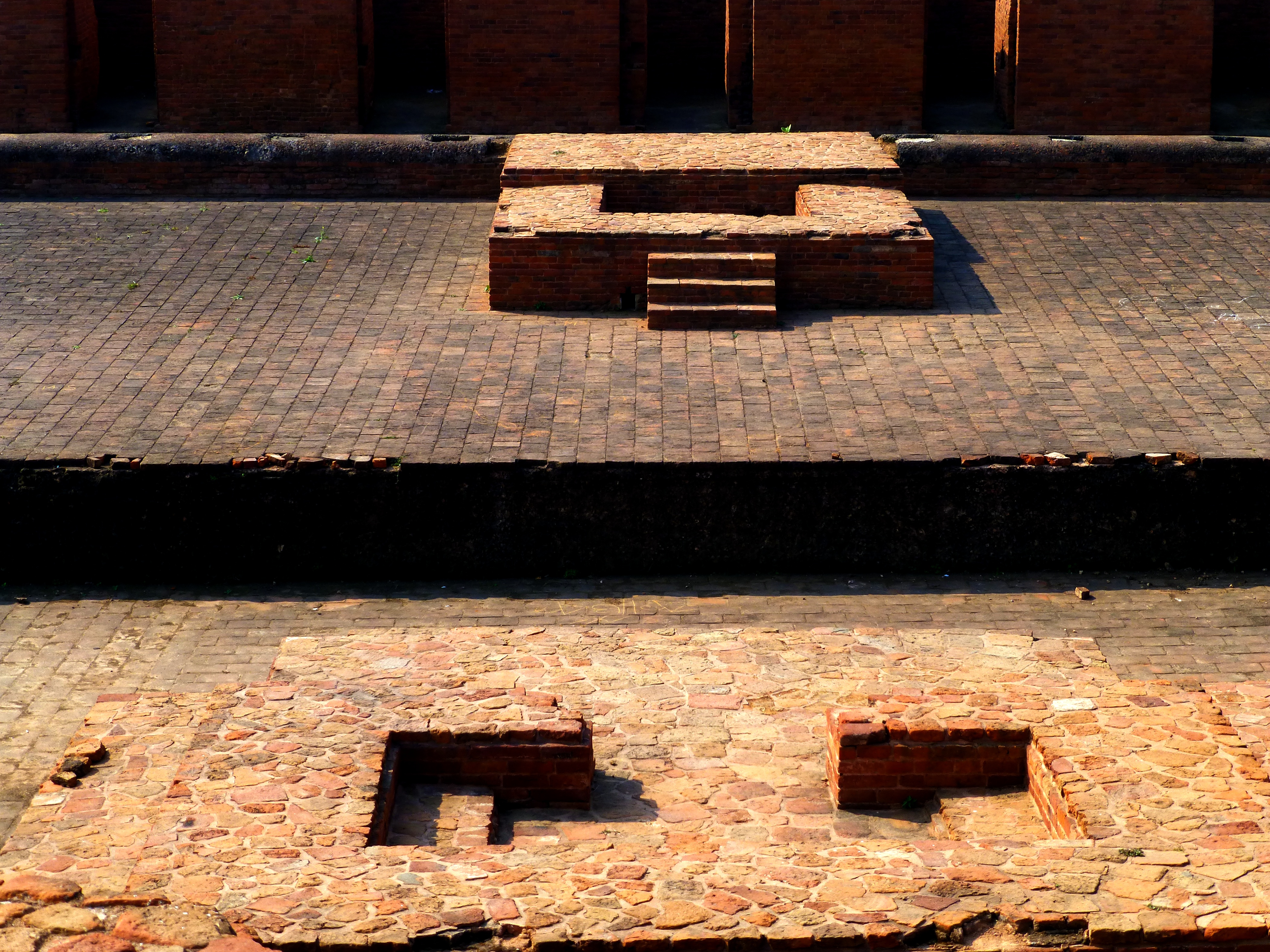
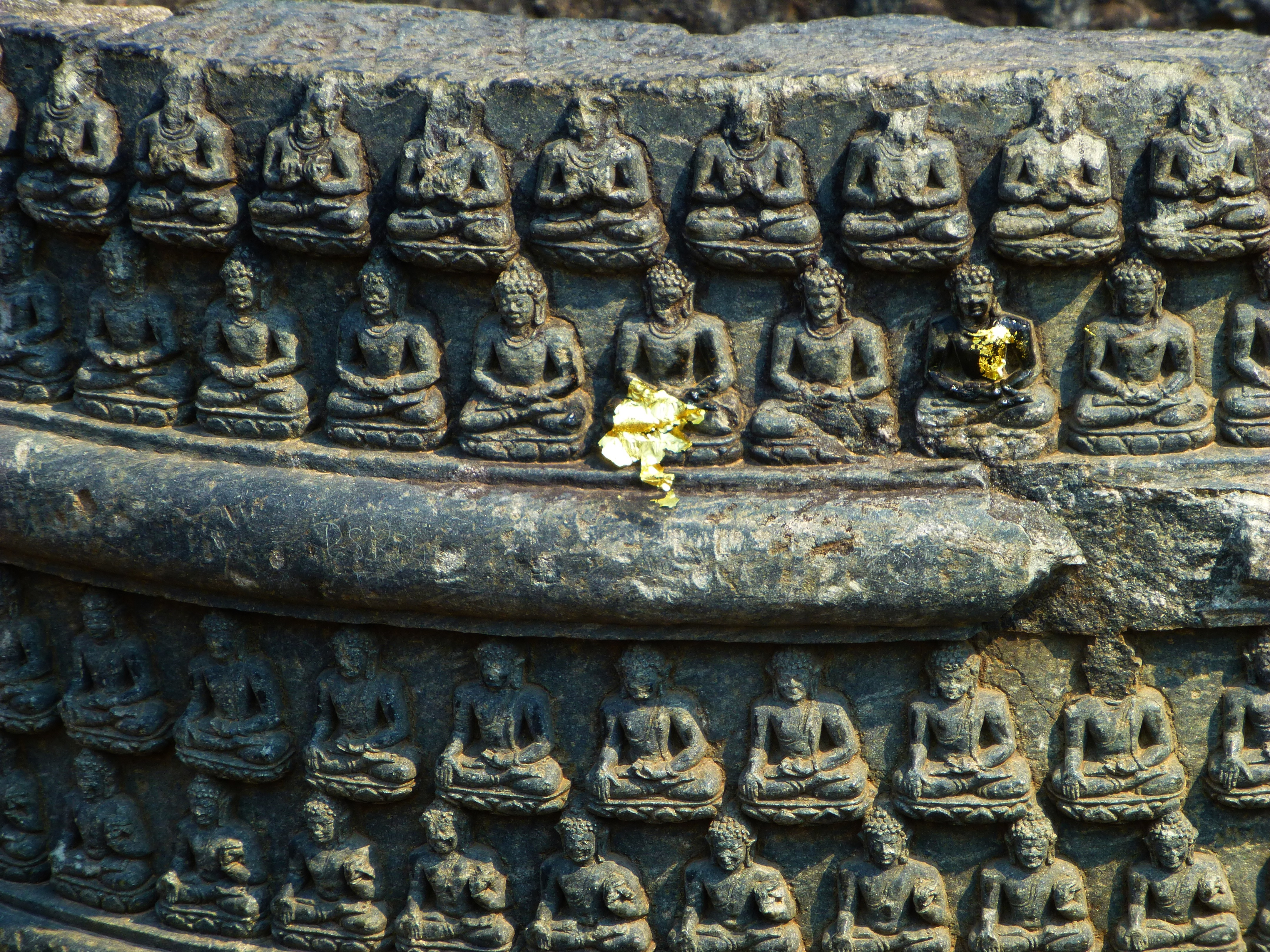